# Brezje, Radovljica
Brezje so vas na Gorenjskem v Občini Radovljica tik ob avtocesti Ljubljana–Jesenice. Največja znamenitost na Brezjah je bazilika Marije Pomagaj, ki služi kot slovensko narodno svetišče in je največji romarski kraj v Sloveniji.